# Ungureni (Galați)
Ungureni es una localidad rumana de la comuna de Munteni, en el condado de Galați.

## Geografía
La localidad está ubicada en la margen izquierda del río Bârlad.

## Historia
Hacia comienzos del siglo XX la localidad, que por entonces pertenecía a la comuna de Țigănești, en el antiguo condado de Tecuci, tenía contabilizada una población de 750 habitantes.
En la segunda mitad del siglo XX la localidad había pasado a pertenecer a la comuna de Munteni, en el condado de Galați. En el censo de 2021 la localidad tenía una población de 1135 habitantes.